# Rowland Hill, 1. Viscount Hill

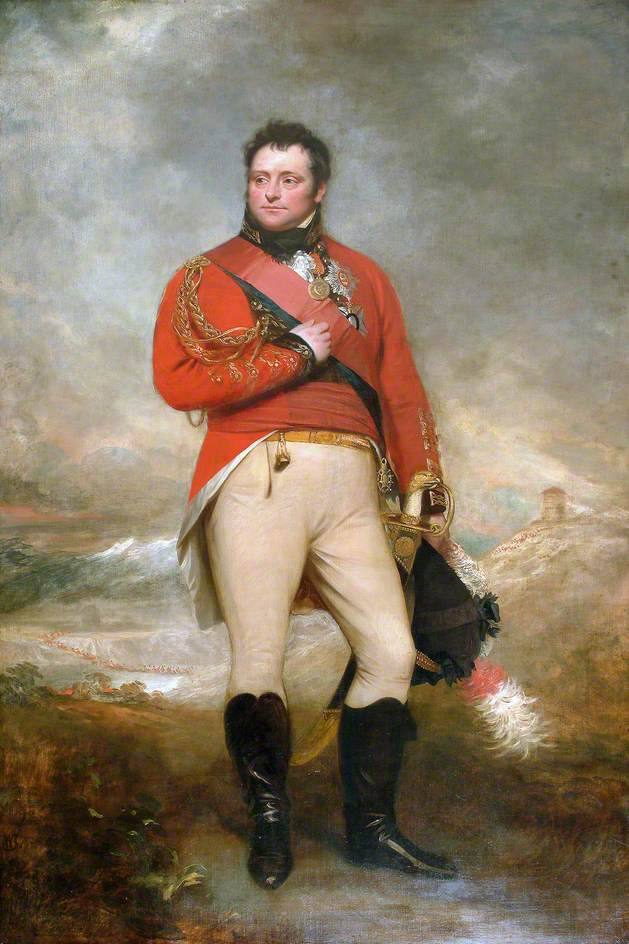
Rowland Hill, 1. Viscount Hill

Rowland Hill, 1. Viscount Hill, GCB, GCH (* 11. August 1772 in Prees Hall, Shropshire; † 10. Dezember 1842 bei Shrewsbury) war ein britischer General.

## Leben
Hill erlernte die Kriegswissenschaften auf der Militärakademie in Straßburg und trat 1790 als Ensign des 53rd (Shropshire) Regiment of Foot in die britische Armee ein. Aufgrund des damaligen Kaufsystems stieg er schnell im Rang auf und wurde 1791 zum Lieutenant, 1793 zum Captain befördert. 1793 nahm er als Adjutant von Charles O’Hara an der Verteidigung von Toulon teil. Im Mai 1794 wechselte er als Major zum neuaufgestellten 90th Regiment of Foot und wurde dort im Juli 1794 zum Lieutenant-Colonel und 1800 zum Colonel befördert. 1801 führte er sein Regiment bei der Landung in der Bucht von Abukir in Ägypten unter Ralph Abercromby und wurde dabei schwer verwundet. 1803 wurde er als Brigadier in Irland stationiert und 1805 zum Major-General befördert.
Ab 1808 in Portugal eingesetzt, nahm am gesamten Peninsular War teil. In der Schlacht von Vimeiro kommandierte er eine Brigade, kam aber nicht zum Einsatz. Später zeichnete er sich unter Sir John Moore auf dem Rückzug nach La Coruña und unter Arthur Wellesley, dem späteren Duke of Wellington, in den Schlachten von Talavera (28. Juli 1809) und Busaco (27. September 1810) aus. Hier führte er die 2. Infanteriedivision.
1811 erhielt er als Lieutenant-General den Befehl über ein Armeekorps, mit dem er am 28. Oktober 1811 General Gérard bei Arroyo de Molinos schlug und am 16. Mai 1812 die Festung Almaraz überrumpelte. Bei Vitoria befehligte er am 21. Juni 1813 den rechten Flügel. In den Schlachten bei Nivelle, Orthez und Toulouse konnte er ihn erfolgreich einsetzen. Als sein Meisterstück gilt jedoch die Verteidigung des Ortes Saint-Pierre-d’Irube gegen eine doppelt so starke Übermacht der Franzosen in der Schlacht an der Nive am 13. Dezember 1813. Hill war mit seinen Einheiten von den Truppen Wellesleys abgeschnitten, nachdem eine Pontonbrücke vom reißenden Fluss zerstört worden war.
Im Oktober 1812 war er als Abgeordneter für das Borough Shrewsbury ins britische House of Commons gewählt worden. Am 17. Mai 1814 wurde er als Baron Hill, of Almaraz and of Hawkstone in the County of Shrewsbury, zum erblichen Peer erhoben. Er wurde dadurch Mitglied des House of Lords und schied aus dem House of Commons aus. Vor Wellingtons Ankunft kommandierte er 1815 die britische Armee in Belgien. Er befehligte in der Schlacht von Waterloo das II. Korps und führte den berühmten Angriff von Sir Frederick Adams Brigade gegen die Kaiserliche Garde. Danach wurde er zweiter Befehlshaber der Besatzungsarmee in Frankreich. Von 1815 bis 1817 amtierte er als Colonel des 72rd Regiment of Foot.
Weil absehbar war, dass er keine männlichen Abkömmlinge haben werde, wurde ihm 16. Januar 1816 der weitere erbliche Adelstitel Baron Hill, of Almaraz and of Hawkestone and Hardwicke in the County of Shrewsbury verliehen. Diese Verleihung erfolgte mit einem besonderen Vermerk, dass auch die männlichen Abkömmlinge seines älteren Bruders John Hill (1769–1814) den Titel erben können.
1825 erfolgte Hills Beförderung zum General; 1827 wurde er Gouverneur von Plymouth, im Februar 1828 Oberbefehlshaber der britischen Armee.

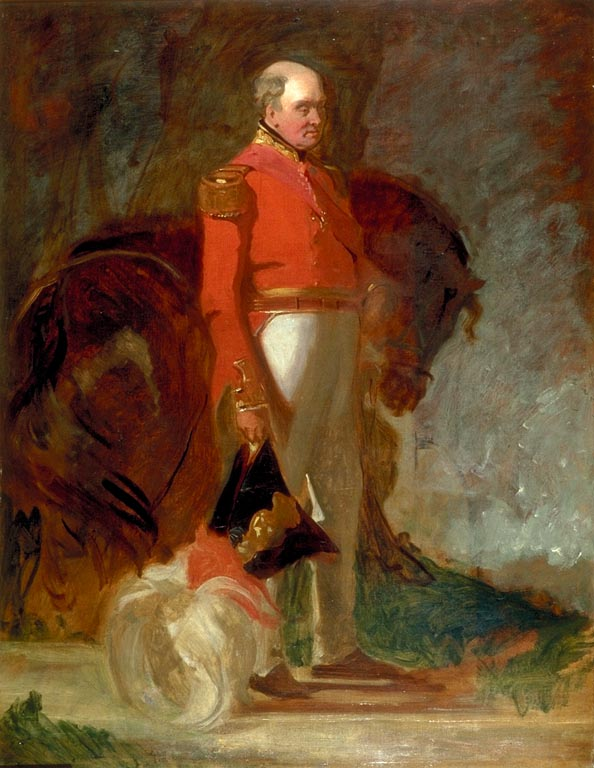
Rowland Hill, 1. Viscount Hill, um 1842

Im August 1842 trat er in den Ruhestand und wurde am 27. September 1842 zum Viscount Hill, of Hawkestone and of Hardwicke in the County of Shrewsbury erhoben. Der Titel wurde mit dem gleichen besonderen Vermerk verliehen wie die Baronie von 1816. Rowland Hill starb auf seinem Landsitz Hardwicke Grange bei Shrewsbury am 10. Dezember 1842. Seine Viscountcy und seine Baronie von 1816 erbte sein Neffe Rowland Hill (1800–1875), seine Baronie von 1814 erlosch.

## Trivia
Er hatte bei seinen Soldaten den Spitznamen 'Daddy Hill' (Papa Hill) inne, da er sich sehr um seine Männer kümmerte und von ihnen verehrt wurde. Bei einer Gelegenheit übergab er einem verwundeten Offizier, der in seinem Hauptquartier eintraf, einen Picknickkorb. Ein anderes Mal belohnte er einen einfachen Sergeanten, der ihm einen Brief übergab, mit einem Abendessen, einer Schlafmöglichkeit und einem Pfund Sterling für die weitere Reise.

## Orden und Ehrenzeichen
- 1812: Knight Companion des Order of the Bath (KB)[1]
- 1812: Großkreuz des portugiesischen Turm- und Schwertordens
- 1815: Knight Grand Cross des Order of the Bath (GCB)[2]
- 1815: Kommandeur des österreichischen Militär-Maria-Theresien-Orden
- 1815: Russischer Orden des Heiligen Georg, 4. Klasse
- 1815: Kommandeur des niederländischen Militär-Wilhelms-Ordens
- 1816: Knight Grand Cross des Royal Guelphic Order (GCH)[3]